# Actor de voz

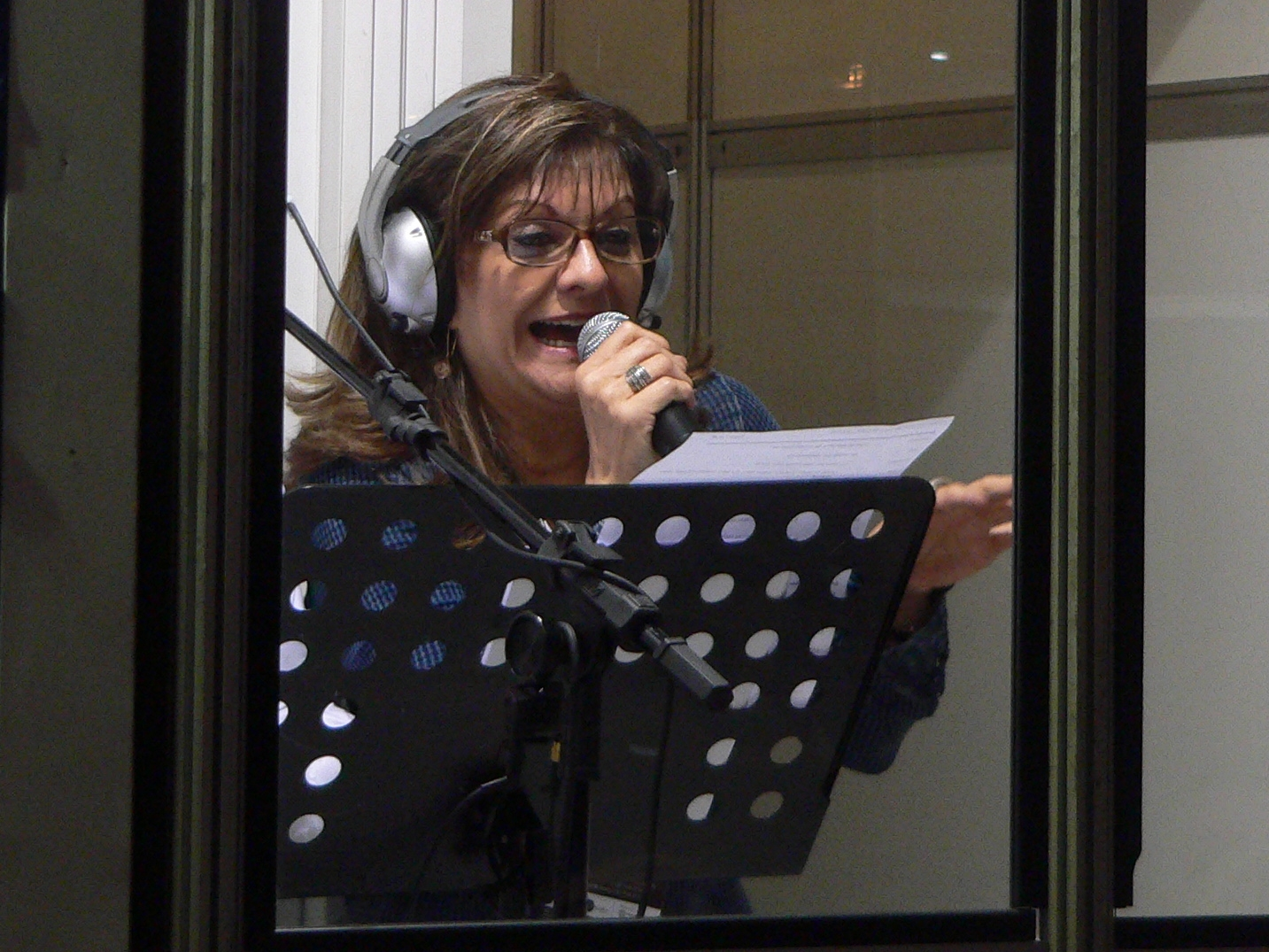
Actriz de doblaje trabajando.

Un actor de voz o actor vocal, a diferencia del actor teatral, es un intérprete adscrito a la especialidad de la carrera de actuación que proporciona su voz para cualquier soporte audiovisual, como películas de animación, videojuegos, publicidad, audiolibros, radioteatro o series de televisión. En las películas y series de animación, el diálogo casi siempre se graba en una etapa temprana de la producción, ya que se usa como referencia para animar los movimientos faciales de los personajes. A diferencia de un actor de doblaje, que debe ajustarse a unos parámetros determinados, ya que tiene que transmitir el carácter y las emociones del actor o narrador original, el actor de voz crea la base del personaje en series de animación o videojuegos en que no existe una voz predecesora.
Los actores de voz también se escuchan a través de anuncios pregrabados y automatizados que forman parte de la vida cotidiana moderna en áreas como tiendas, ascensores, salas de espera y transporte público. El papel de un actor de voz puede implicar cantar, con mayor frecuencia cuando se interpreta a un personaje de ficción, aunque a veces se alista a un intérprete independiente como la voz de canto del personaje.